# Élection à la direction du Parti travailliste britannique de 1931
L'élection à la direction du Parti travailliste de 1931 a eu lieu en 1931 pour élire le chef du Parti travailliste à la suite de l'exclusion du premier ministre et chef du parti Ramsay MacDonald. La majorité des travaillistes est opposée à l'idée d'une participation du parti au gouvernement national que dirige alors Ramsay MacDonald.
Arthur Henderson est le seul candidat, il est donc élu chef du parti.